# 多村仁志
多村 仁志（たむら ひとし、本名および旧登録名：多村 仁〈読み同じ〉、1977年3月28日 - ）は、神奈川県愛甲郡清川村生まれ、同県厚木市出身の元プロ野球選手（外野手）、野球解説者、eスポーツ解説者。右投右打。

## 経歴

### プロ入り前
愛甲郡清川村で生まれたが、宮ヶ瀬ダム建設の影響で実家のあった地区が水没することになったため、1984年に厚木市へ転入。市立飯山小学校・市立小鮎中学校で少年時代を過ごした。小学2年時に兄が所属していた野球チームに入り野球を始める。子どもの頃から足が速かったため、中学では陸上部に所属していたが、シニアリーグの監督から誘いを受け、厚木シニアで再び野球を始める。中学までは遊撃手と投手を務めていた。
中学卒業後に横浜高校へ進学すると、1年春からベンチ入りし、肩の強さを生かして1年の途中に内野手から外野手に転向する。練習から離れた時期もあったが、3年時には斉藤宜之、紀田彰一とクリーンナップを組み、1994年の春夏連続で甲子園に出場した。3年夏の県大会では準々決勝、準決勝で横浜スタジアムでの本塁打を放っている。高校通算14本塁打。高校の同学年には斉藤・紀田のほかに当時エース投手だった矢野英司、2学年先輩に部坂俊之・中野栄一・鈴木章仁、1学年先輩に高橋光信・白坂勝史、1学年後輩に横山道哉、2学年後輩に阿部真宏・松井光介・幕田賢治がいた。1994年のドラフト4位で横浜ベイスターズに入団。担当スカウトは稲川誠。背番号は52。

### 横浜時代
入団当初は二軍の練習にすら帯同することなく、同じ高卒で同期入団の相川亮二、加藤謙如の3人で基礎練習に打ち込んでいた。1995年、1996年は一軍（セントラル・リーグ）公式戦での出場はなかったが、1996年オフの教育リーグで本塁打、打点の記録を樹立し、この活躍がきっかけで一軍に呼ばれるようになる。
1997年4月4日、開幕戦の対中日ドラゴンズ戦で公式戦初出場した。この試合はナゴヤドーム初の公式戦で、7回表に開幕投手の盛田幸希の代打として登場し、プロ初打席は山本昌から外野フライに終わった。4月8日、対阪神タイガース戦で田村勤からプロ入り初安打を記録した。4月25日、対中日ドラゴンズ 戦で前田幸長からレフトスタンドへプロ初本塁打を記録。一軍定着に向けてアピールを続けていたが、5月に試合中のアクシデントで右肩の腱板が断裂し、ボルトを4本入れる大手術を行い長期離脱となってしまう。
1998年は二軍（イースタン・リーグ）の試合にすら出ることもできずリハビリ生活を送り、横浜が38年ぶりのリーグ優勝を決めた日に2回目の手術を行い、翌1999年も一軍出場は無しに終わる。
2000年は背番号を55に変更して一軍へ復帰し、主に代打、途中出場で一軍に定着した。84試合に出場し、打率.257、7本塁打の成績を残した。
2001年は33試合の出場、打率.163、1本塁打に終わった。
2002年は81試合に出場し、打率.235だったが5本塁打を記録した。
2003年は91試合に出場し、規定打席に届かなかったが、打率.293、18本塁打を記録したほか、14盗塁を記録した。
2004年は背番号を6に変更し、開幕戦でプロ入り初の先発出場。それからはレギュラーとして定着し、8月15日に日本人打者として球団で田代富雄以来23年ぶりとなる30本塁打を記録した。10月6日に大洋も含めて横浜在籍の日本人打者として球団史上初の40本塁打を達成。123試合に出場して規定打席に初めて到達し、在籍した外国人も含め球団史上初となる3割、40本、100打点の記録を残し大きな飛躍を遂げた。盗塁は10盗塁を記録し、2年連続の二桁盗塁を記録した。前年まで主にライトの守備についたが金城龍彦と守備位置を入れ替え、2006年に移籍するまでレギュラーではセンターを守った。
2005年は横浜スタジアムでの本拠地開幕戦となった4月5日の対読売ジャイアンツ戦に出場し、延長12回にダン・ミセリからプロ初となるサヨナラ適時打を放つ。この年からセ・パ交流戦が始まり、通算12本塁打で他3人とともに初代本塁打王となる。6月18日の試合終了時点で打率.344、21本塁打で暫定的に二冠王に立っていたが、6月に事故により一時入院する程の大怪我を負ったがそれでも7月29日の対広島東洋カープ戦から復帰し、9月17日の対巨人戦で、8回に通算100号本塁打を達成し、球団日本人初となる2年連続の3割30本を達成した。
2006年は開幕前の3月に開催された第1回ワールド・ベースボール・クラシック(WBC)の日本代表に選出された。同大会では全試合に出場し、好守や特大本塁打など活躍。3本塁打、9打点はチーム本塁打王、打点王の活躍で日本代表の初代世界一に貢献した。出身地である厚木市はこの活躍を称え、大会終了後に多村へ市民功労賞を贈呈することを決めている。
シーズンでは4月4日に横浜スタジアムで催された対中日ドラゴンズ戦で9回裏に岩瀬仁紀から同点2ランを放つなどチームの主軸として牽引していたが、6月7日にフルキャストスタジアム宮城で催された対東北楽天ゴールデンイーグルス戦で、本塁クロスプレーの際に捕手とのクロスプレーにより肋骨を4本折る重傷を負い、長期離脱してシーズンの大半を欠場し、39試合の出場に留まった。

### ソフトバンク時代
2006年12月5日に寺原隼人と1対1のトレードで福岡ソフトバンクホークスへ移籍することが発表された。背番号は横浜時代と同じ6。

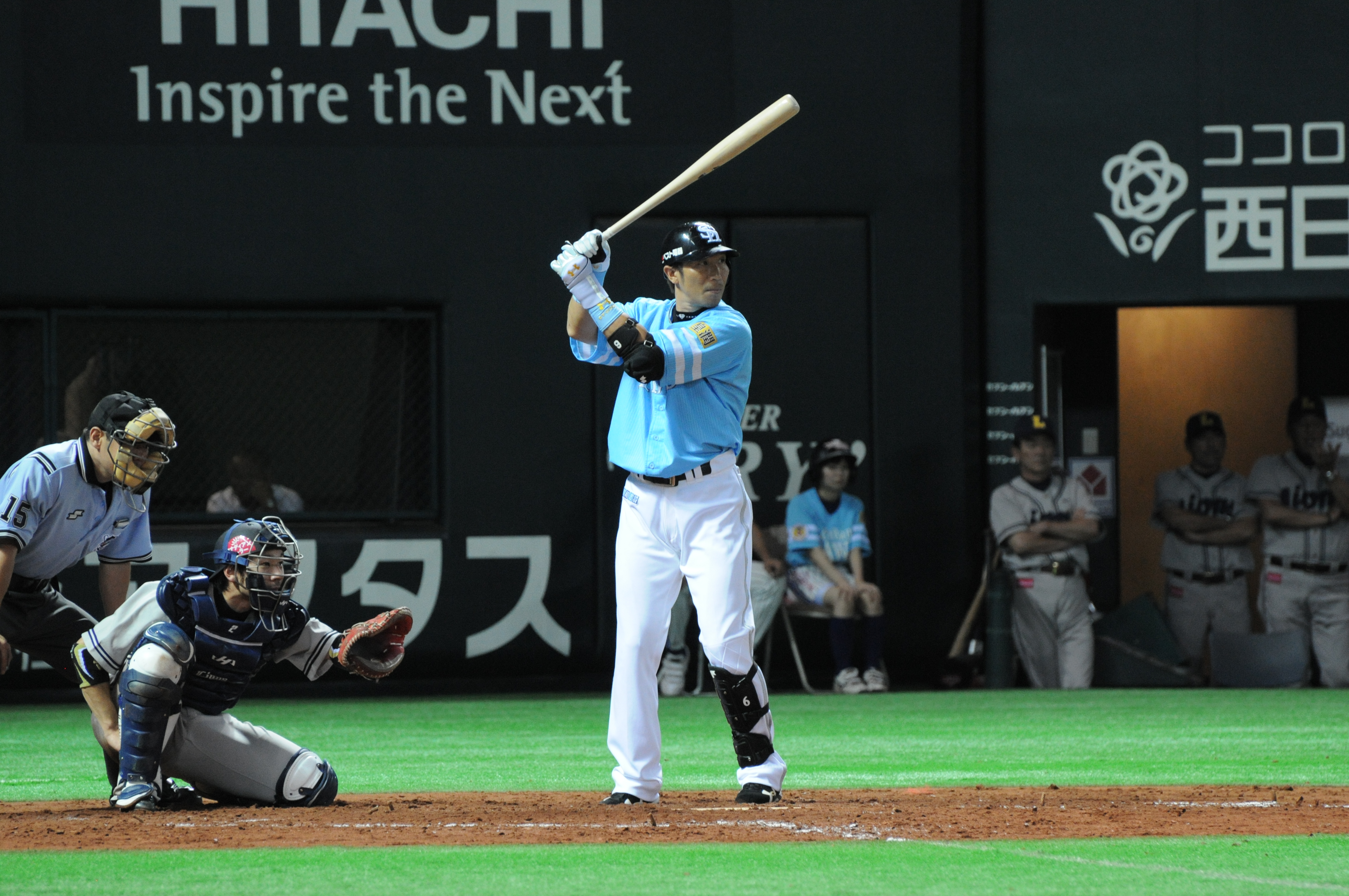
ソフトバンク時代
（2011年7月20日、福岡ドームにて）

2007年は開幕戦に3番で出場して2本塁打を放つなど3安打猛打賞を記録した。シーズン中に4度の肉離れをしつつも自己最多の132試合に出場し、打率.271、13本塁打、68打点で2年ぶりに規定打席に到達した。北京オリンピック野球日本代表候補に背番号1番で選出されたが治療のため、直前にメンバーから外れた。
2008年も開幕から順調に出続けていたが、4月25日の対千葉ロッテマリーンズ戦で3回表の守備中に大塚明の左中間への打球を追って左翼手の長谷川勇也と交錯し、右足腓骨を骨折、前半戦を棒に振った。9月上旬から復帰し、2試合連続で猛打賞を記録している。長期離脱が響き39試合の出場に終わった。
2009年に登録名を多村 仁志（読みは同じ）に変更。93試合で打率.282、17本塁打、57打点の成績を収め、海外移籍も可能となるFA権を取得したが、権利を行使せず残留する。
2010年5月8日の対埼玉西武ライオンズ戦で、6回にプロ通算150号本塁打を記録。5月26日から小久保裕紀に代わりソフトバンクの4番として出場を続ける。交流戦で史上最高打率の.415で首位打者を獲得。7月23日にファン投票により16年目にして初めてオールスターに出場し、福岡Yahoo! JAPANドームで開催された第1戦で4番で出場。8月24日の対オリックス・バファローズ戦で1回裏に近藤一樹から6年ぶりの満塁本塁打を打った。自己最多の140試合に出場し、打率.324、27本塁打、166安打、出塁率.374を記録し、2003年以来7年ぶりのリーグ優勝に貢献した。外野手では最高得票でベストナインを獲得。11月15日にメジャーリーグ移籍も視野に入れてFA権を行使したが、ソフトバンクの会長の王貞治の一言により11月24日に残留を表明し、2011年1月28日に単年契約を結んだ。
2011年4月23日の対ロッテ戦で日本プロ野球通算1000試合出場を達成。10月2日の対西武戦で、3回表に石井一久から右前適時打を放ち、日本プロ野球通算1000安打を達成。100試合の出場で打率.241、4本塁打に終わった。しかし、初めての出場となった中日ドラゴンズとの日本シリーズに、骨折をしながらも強行出場し、第3戦で、チーム初本塁打となる2点本塁打を放ちチームに勢いを与え、第5戦で2打点を挙げ日本一に貢献した。表彰式では「MVPは多村だろ」と相手チームの中日勢から称賛されるほど活躍した。
2012年は更に出場機会を減らし、79試合で前年とほとんど変わらない成績だった。

### 横浜（DeNA）復帰
2012年11月5日に吉村裕基、江尻慎太郎、山本省吾とのトレードで神内靖、吉川輝昭とともに横浜DeNAベイスターズへ移籍して7年ぶりの古巣へ復帰した。背番号は横浜時代のプロ入り当初と同じ52となった。
2013年4月11日に対広島戦ホームゲームの6回に今季第1号となる代打本塁打を放つ。5月10日に対巨人戦ホームゲームで、3対10と7点差をつけられた7回裏に代打で2ラン本塁打を放ち、その後1点差まで追い上げ、9対10で迎えた9回一死一、二塁から西村健太朗からプロ入り初のサヨナラ3ラン本塁打を放った。同一試合で代打本塁打とサヨナラ本塁打を記録したのは日本プロ野球史上5度目。この年は96試合に出場し、3年ぶりの2桁本塁打をマークするなど随所で活躍し、チーム6年ぶり最下位脱出に貢献した。
2014年に梶谷隆幸と筒香嘉智が外野にコンバートされ、この2人がスタメンでほぼ固定され、残りの外野1枠を荒波翔や金城龍彦などと日替わりオーダーで出場するか、右の代打要員となり、73試合の出場。
2015年はチーム若返りのために一軍公式戦4試合に出場しただけで、本塁打を放てず連続本塁打記録は16年で止まり、5月3日に出場選手登録を抹消される。抹消後は若手選手の育成を重視するチーム事情から、イースタン・リーグ公式戦への出場機会が「1試合につき2打席」に限られた。実際は、この条件の下で打率.319、7本塁打を記録したが、一軍への復帰を果たせないまま、10月3日に球団から戦力外通告を受けた。12月2日付でNPBから自由契約選手として公示された。

### 中日時代
2015年11月10日に草薙球場で開催された12球団合同トライアウトに参加しなかったが、2015年12月末に、横浜時代のチームメイトの谷繁元信が一軍監督を務める中日ドラゴンズの関係者が多村に接触。横浜時代の2001年秋季キャンプで臨時コーチとして指導を受けた落合博満ゼネラルマネジャーとの面談でその場で入団が決定した。
2016年1月15日に育成選手として中日へ入団することが正式に発表された。背番号は215。当初、球団は2016年の早い段階で多村の支配下登録を検討しており、開幕前には2007年に育成選手として中日に入団し、後に支配下選手登録されて同年の日本シリーズでMVPを獲得した中村紀洋のような活躍が期待されていた。
4月12日にナゴヤ球場で行われたオリックスとのウエスタン・リーグ公式戦において代打出場で実戦復帰を果たし、4月19日にタマホームスタジアム筑後で行われたソフトバンクとの公式戦では4番指名打者で初スタメン出場を果たした。以降、主に4番指名打者でスタメン定着し、4月22日に公式戦初安打を記録した。4月24日には2点適時二塁打を放ち初打点を記録するなど、活躍をみせていた。5月18日にはナゴヤ球場場外となる公式戦初本塁打と初猛打賞を記録したが、支配下登録とはならず、ウエスタン・リーグ公式戦28試合に出場し、打率.279、1本塁打、8打点を記録した。
10月1日に現役引退を表明したが、規定により、育成選手は引退扱いとはならず、10月31日に自由契約公示された。自由契約後に受けたインタビューでは支配下復帰できなかった時点で引退を模索しており、自ら球団に引退を申し入れたことを明かした。

### 引退後

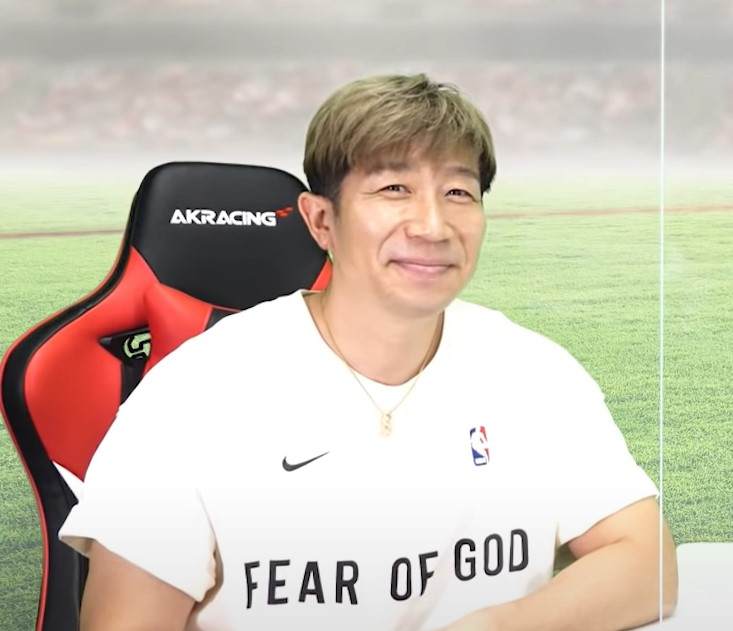
高木豊のYouTubeチャンネルへの出演（2020年12月）

2017年からは野球評論家としてメジャーリーグ中継を中心にJ SPORTS、SPOTV、テレビ神奈川、TBSチャンネル、DAZN、東京MX、RKBラジオ、TBSラジオ、eスポーツなどの数多くの中継に出演している。
2020年より、DAZNが特別協賛となって新設されたプロ野球最優秀バッテリー賞の月間賞において、セ・リーグ、パ・リーグの選考委員を務めた。
2021年より、NPB・KONAMI共催のプロ野球eスポーツリーグ「eBASEBALLプロスピAリーグ」横浜DeNAベイスターズ初代監督に就任。

## 選手としての特徴

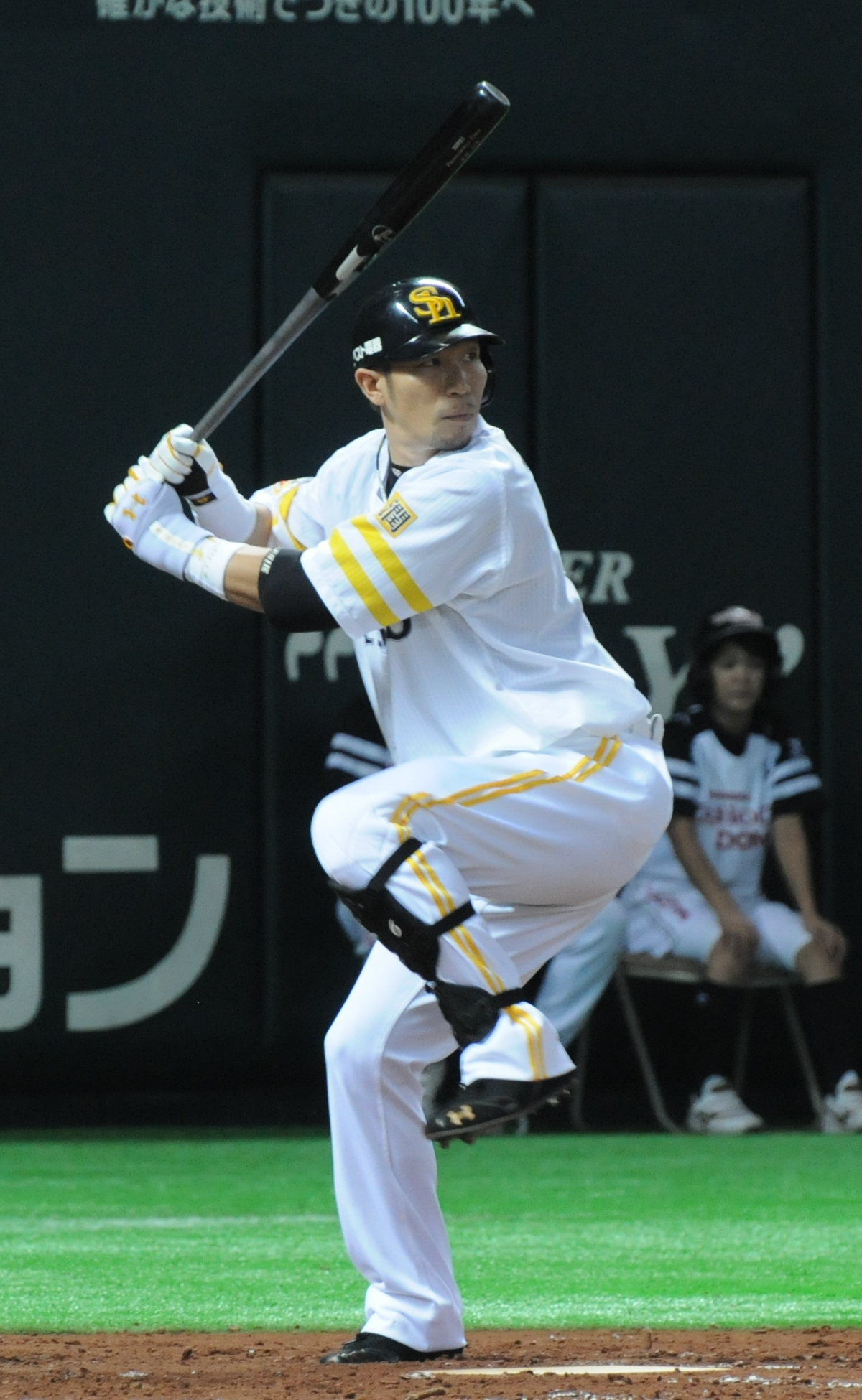
多村の打撃フォーム（ソフトバンク時代）

### 打撃
強く柔軟なリストを活かしたスイングから広角に長打を打ち分ける打撃を持ち味とし、ボールを手元まで引きつけて右方向に長打を放つ技術に加え、ソフトバンク移籍後2010年までの通算得点圏打率.322と状況に関わらず自分の打撃ができる柔軟さも兼ね備える。
横浜時代に打撃コーチの竹之内雅史に打球を遠くに飛ばす方法を教えてもらい、プロ入り3年目から飛距離が伸びるようになった。2001年のキャンプで、臨時コーチの落合博満からそれまでのロバート・ローズを参考にした打撃フォームからの改造を勧められたことをきっかけに神主打法に変えた。しかしこの時は完全に受け入れたわけではなく翌2002年の秋季キャンプ以降は再びローズ打法に戻しており、最終的には両者の折衷といえるフォームに落ち着き、パワーと確実性を兼ね備えた主力打者に成長した。全盛期には「メジャーに最も近い日本人野手」と称賛されていた。

### 守備
球界屈指の身体能力の高さを誇り、優れた打球判断を生かした広い守備範囲にも定評があった。プロ入り時から遠投120メートルをノーステップで投げる強い肩を持ち、若手時代に肩にボルトを入れる大手術を行った後も強肩は健在で、2010年にリーグの右翼手中2位のUZR2.3を残した。横浜時代、同じく守備に定評のあった右翼手の金城龍彦とは球界屈指の右中間コンビとして鉄壁を誇った。

### 走塁
一塁到達まで4.13秒を記録する俊足も兼ね備え、レギュラーに定着した2003年、2004年と2年連続で2桁盗塁を記録した。

## 人物
第1回WBCでの活躍によってキューバでの多村の知名度や人気は高い。フレデリク・セペダは多村がソフトバンク時代に使っていたバットを使用しており、グリップにも「H6」と刻まれている。ユリエスキ・グリエルもDeNAで多村とチームメイトになったとき、「多村さんはキューバで伝説の人。一緒にプレーできるのがうれしい」と目を輝かせ、本塁打を放ったときには多村と熱い抱擁を交わすのが定番となっていた。
横浜・ソフトバンク時代は当時の背番号の6に合わせて、5ツールプレイヤー（5ツール=打撃技術、パワー、足、守備、肩）にファッションを加えた「6ツールプレイヤー」を自称していた。自身が使う用具にも「6TOOLS」と刻印し、公式サイト名（現在は閉鎖）にも使用していた（当初は"S"が無く、「6TOOL」だった）。また、2009年からはファッションをメンタリティに変更していた。
プロ入り以来毎年のように怪我に泣かされ続けていたことから、一部のファンからは主人公が非常に弱々しいテレビゲームの名前とかけて『スペランカー』という愛称で呼ばれている。
使用していた野球用具は、ミズノ、SSK、プーマ（スパイク）を経て最終的にアンダーアーマー製品を使用していた。日本人プロ野球選手でアンダーアーマー製野球用具を使用した第一号選手でもある。若手時代にロバート・ローズからバットをもらい、重さと長さを利用して飛距離を伸ばせるこのバットがリストの強さを活かす自分の打撃スタイルと合っていたため、現役を終えるまでローズと同じ形のバットを使い続けた。
子どもの頃から家族や親戚も地元の大洋ホエールズファンで、横浜にドラフト指名された時は親族から「よくやった」と喜ばれた。また、当時から兄の影響でメジャーリーグも見るようになり、メジャーリーガーに憧れていた。プロ入り当時は目標とする選手にメジャーリーグの盗塁記録を持つリッキー・ヘンダーソンを挙げていた。
地元に恩返しをし、ボランティアの人々が頑張っている団体の力になりたいと、現役時代には慈善事業チーム「来夢ロード多村」を立ち上げ、神奈川県厚生保護法人や日本盲導犬協会などいくつもの団体に寄付をし支援を続けてきた。

## 詳細情報

### 年度別打撃成績
| 年 度      | 球 団        | 試 合 | 打 席 | 打 数 | 得 点 | 安 打 | 二 塁 打 | 三 塁 打 | 本 塁 打 | 塁 打 | 打 点 | 盗 塁 | 盗 塁 死 | 犠 打 | 犠 飛 | 四 球 | 敬 遠 | 死 球 | 三 振 | 併 殺 打 | 打 率 | 出 塁 率 | 長 打 率 | O P S |
| ---------- | ------------ | ----- | ----- | ----- | ----- | ----- | -------- | -------- | -------- | ----- | ----- | ----- | -------- | ----- | ----- | ----- | ----- | ----- | ----- | -------- | ----- | -------- | -------- | ----- |
| 1997       | 横浜         | 18    | 27    | 26    | 2     | 7     | 1        | 0        | 1        | 11    | 4     | 0     | 0        | 0     | 1     | 0     | 0     | 0     | 9     | 0        | .269  | .259     | .423     | .682  |
| 2000       | 横浜         | 84    | 245   | 226   | 21    | 58    | 6        | 1        | 7        | 87    | 29    | 2     | 0        | 0     | 2     | 13    | 3     | 4     | 64    | 3        | .257  | .306     | .385     | .691  |
| 2001       | 横浜         | 33    | 54    | 43    | 8     | 7     | 2        | 0        | 1        | 12    | 2     | 0     | 0        | 0     | 0     | 8     | 2     | 2     | 15    | 1        | .163  | .321     | .279     | .600  |
| 2002       | 横浜         | 81    | 196   | 183   | 23    | 43    | 8        | 0        | 5        | 66    | 16    | 3     | 1        | 2     | 0     | 9     | 1     | 2     | 54    | 1        | .235  | .278     | .361     | .639  |
| 2003       | 横浜         | 91    | 260   | 242   | 29    | 71    | 12       | 0        | 18       | 137   | 46    | 14    | 7        | 1     | 0     | 12    | 1     | 5     | 65    | 7        | .293  | .340     | .566     | .906  |
| 2004       | 横浜         | 123   | 492   | 449   | 80    | 137   | 19       | 2        | 40       | 280   | 100   | 10    | 7        | 1     | 1     | 39    | 0     | 2     | 126   | 8        | .305  | .363     | .624     | .987  |
| 2005       | 横浜         | 117   | 499   | 450   | 71    | 137   | 26       | 2        | 31       | 260   | 79    | 2     | 4        | 0     | 1     | 43    | 1     | 4     | 108   | 6        | .304  | .369     | .578     | .947  |
| 2006       | 横浜         | 39    | 145   | 127   | 24    | 35    | 3        | 0        | 8        | 62    | 20    | 5     | 1        | 0     | 1     | 14    | 2     | 3     | 29    | 5        | .276  | .359     | .488     | .847  |
| 2007       | ソフトバンク | 132   | 553   | 509   | 61    | 138   | 28       | 3        | 13       | 211   | 68    | 3     | 2        | 2     | 1     | 38    | 0     | 3     | 117   | 8        | .271  | .325     | .415     | .739  |
| 2008       | ソフトバンク | 39    | 158   | 149   | 17    | 45    | 6        | 1        | 3        | 62    | 15    | 0     | 1        | 0     | 1     | 6     | 0     | 2     | 29    | 6        | .302  | .335     | .416     | .752  |
| 2009       | ソフトバンク | 93    | 338   | 308   | 39    | 87    | 17       | 1        | 17       | 157   | 57    | 0     | 1        | 0     | 4     | 22    | 1     | 4     | 66    | 11       | .282  | .334     | .510     | .844  |
| 2010       | ソフトバンク | 140   | 559   | 513   | 74    | 166   | 33       | 1        | 27       | 282   | 89    | 2     | 2        | 0     | 3     | 33    | 2     | 10    | 93    | 11       | .324  | .374     | .550     | .924  |
| 2011       | ソフトバンク | 100   | 356   | 323   | 28    | 78    | 16       | 0        | 4        | 106   | 36    | 1     | 1        | 0     | 1     | 29    | 0     | 3     | 66    | 11       | .241  | .309     | .328     | .637  |
| 2012       | ソフトバンク | 79    | 218   | 200   | 16    | 50    | 9        | 1        | 4        | 73    | 20    | 0     | 1        | 0     | 0     | 18    | 0     | 0     | 43    | 7        | .250  | .312     | .365     | .677  |
| 2013       | DeNA         | 96    | 277   | 238   | 26    | 62    | 11       | 1        | 12       | 111   | 39    | 1     | 1        | 0     | 3     | 33    | 0     | 3     | 54    | 5        | .261  | .354     | .466     | .820  |
| 2014       | DeNA         | 73    | 166   | 147   | 11    | 40    | 5        | 1        | 4        | 59    | 23    | 0     | 2        | 1     | 1     | 15    | 1     | 2     | 23    | 4        | .272  | .345     | .401     | .747  |
| 2015       | DeNA         | 4     | 8     | 7     | 1     | 1     | 0        | 0        | 0        | 1     | 0     | 0     | 0        | 0     | 0     | 1     | 0     | 0     | 1     | 0        | .143  | .250     | .143     | .393  |
| 通算：17年 | 通算：17年   | 1342  | 4551  | 4140  | 531   | 1162  | 202      | 14       | 195      | 1977  | 643   | 43    | 31       | 7     | 20    | 333   | 14    | 49    | 962   | 94       | .281  | .340     | .478     | .819  |

- 横浜（横浜ベイスターズ）は、2012年にDeNA（横浜DeNAベイスターズ）に球団名を変更

### WBCでの打撃成績
| 年 度 | 代 表 | 試 合 | 打 席 | 打 数 | 得 点 | 安 打 | 二 塁 打 | 三 塁 打 | 本 塁 打 | 塁 打 | 打 点 | 盗 塁 | 盗 塁 死 | 犠 打 | 犠 飛 | 四 球 | 敬 遠 | 死 球 | 三 振 | 併 殺 打 | 打 率 | 出 塁 率 | 長 打 率 |
| ----- | ----- | ----- | ----- | ----- | ----- | ----- | -------- | -------- | -------- | ----- | ----- | ----- | -------- | ----- | ----- | ----- | ----- | ----- | ----- | -------- | ----- | -------- | -------- |
| 2006  | 日本  | 8     | 35    | 27    | 6     | 7     | 0        | 0        | 3        | 16    | 9     | 0     | 0        | 1     | 0     | 6     | 0     | 1     | 9     | 2        | .259  | .412     | .593     |

### 年度別守備成績
| 年 度 | 球 団        | 外野  | 外野  | 外野  | 外野  | 外野  | 外野     |
| 年 度 | 球 団        | 試 合 | 刺 殺 | 補 殺 | 失 策 | 併 殺 | 守 備 率 |
| ----- | ------------ | ----- | ----- | ----- | ----- | ----- | -------- |
| 1997  | 横浜         | 7     | 5     | 1     | 0     | 0     | 1.000    |
| 2000  | 横浜         | 72    | 130   | 5     | 1     | 1     | .993     |
| 2001  | 横浜         | 27    | 27    | 2     | 0     | 0     | 1.000    |
| 2002  | 横浜         | 69    | 84    | 3     | 1     | 1     | .989     |
| 2003  | 横浜         | 85    | 122   | 2     | 2     | 1     | .984     |
| 2004  | 横浜         | 119   | 243   | 6     | 3     | 2     | .988     |
| 2005  | 横浜         | 115   | 240   | 5     | 3     | 1     | .988     |
| 2006  | 横浜         | 34    | 58    | 0     | 1     | 0     | .983     |
| 2007  | ソフトバンク | 126   | 223   | 2     | 2     | 1     | .991     |
| 2008  | ソフトバンク | 36    | 71    | 0     | 1     | 0     | .986     |
| 2009  | ソフトバンク | 79    | 120   | 3     | 1     | 1     | .992     |
| 2010  | ソフトバンク | 136   | 226   | 3     | 2     | 0     | .991     |
| 2011  | ソフトバンク | 83    | 136   | 2     | 2     | 0     | .986     |
| 2012  | ソフトバンク | 48    | 85    | 0     | 1     | 0     | .988     |
| 2013  | DeNA         | 69    | 96    | 5     | 0     | 0     | 1.000    |
| 2014  | DeNA         | 44    | 63    | 1     | 0     | 1     | 1.000    |
| 2015  | DeNA         | 3     | 2     | 0     | 0     | 0     | 1.000    |
| 通算  | 通算         | 1152  | 1931  | 40    | 20    | 9     | .990     |

### 表彰
- ベストナイン：1回（2010年）
- 優秀JCB・MEP賞：1回（2004年）
- 厚木市民功労賞（2006年） ※WBC優勝貢献を称えて
- 紫綬褒章（2006年） ※WBC優勝貢献を称えて

### 記録
初記録
- 初出場：1997年4月4日、対中日ドラゴンズ1回戦（ナゴヤドーム）、7回表に盛田幸希の代打として出場
- 初安打：1997年4月8日、対阪神タイガース1回戦（横浜スタジアム）、8回裏に田村勤から
- 初打点：1997年4月10日、対阪神タイガース3回戦（横浜スタジアム）、8回裏に古溝克之から
- 初先発出場：1997年4月22日、対阪神タイガース4回戦（阪神甲子園球場）、8番・右翼手として先発出場
- 初本塁打：1997年4月25日、対中日ドラゴンズ4回戦（横浜スタジアム）、5回裏に前田幸長から
- 初盗塁：2000年9月15日、対読売ジャイアンツ25回戦（東京ドーム）、9回表に二盗（投手：三澤興一、捕手：村田真一）
- 初満塁本塁打：2004年4月21日、対読売ジャイアンツ2回戦（東京ドーム）、3回表に工藤公康から
- 初サヨナラ安打：2005年4月5日、対読売ジャイアンツ1回戦（横浜スタジアム）、12回裏にダン・ミセリから
- 初サヨナラ本塁打：2013年5月10日、対読売ジャイアンツ6回戦（横浜スタジアム）、9回裏に西村健太朗から

節目の記録
- 100本塁打：2005年9月17日、対読売ジャイアンツ19回戦（横浜スタジアム）、8回裏に酒井順也から右中間へソロ ※史上243人目
- 150本塁打：2010年5月8日、対埼玉西武ライオンズ8回戦（福岡Yahoo!JAPANドーム）、6回裏に許銘傑から左越ソロ ※史上153人目
- 1000試合出場：2011年4月23日、対千葉ロッテマリーンズ1回戦（鹿児島県立鴨池野球場）、6番・右翼手で先発出場 ※史上440人目
- 1000安打：2011年10月2日、対埼玉西武ライオンズ23回戦（西武ドーム）、3回表に石井一久から右前適時打 ※史上267人目

本塁打に関する記録
- 3打席連続本塁打
  - 2004年（7月17日の対広島東洋カープ戦で高橋建・佐竹健太・林昌樹からそれぞれ記録）
- 4試合連続本塁打
  - 2004年（4月21日の対読売ジャイアンツ戦から同年4月24日の対広島東洋カープ戦で記録）
  - 2006年（5月19日の対西武ライオンズ戦から同年5月23日の対福岡ソフトバンクホークス戦で記録）
- 全球団から本塁打：2009年6月2日、対横浜ベイスターズ1回戦（福岡Yahoo!JAPANドーム）、4回裏にトム・マストニーから左中間へ決勝2ラン ※史上16人目

その他の記録
- リーグ外野手レンジファクター（RF/G）1位：1回（2004年：2.09）[48]
- オールスターゲーム出場：1回（2010年）

### 背番号
- 52（1995年 - 1999年、2013年）
- 55（2000年 - 2003年）
- 6（2004年 - 2012年）
- 8（2014年 - 2015年）
- 215（2016年）

### 登録名
- 多村 仁（たむら ひとし、1995年 - 2009年5月21日）
- 多村 仁志（たむら ひとし、2009年5月22日 - ）

### 代表歴
日本代表
- 2006 ワールド・ベースボール・クラシック日本代表

その他
- 2004 日米野球